# Liane Holliday Willey
Liane Holliday Willey (* 1959) ist eine US-amerikanische Autorin.
Willey studierte Erziehungswissenschaften (Promotion zum Doctor of Education). 1999 wurde bei ihr das Asperger-Syndrom diagnostiziert. Sie ist Gründerin der Asperger-Gesellschaft von Michigan und Herausgeberin der Zeitschrift  Autism Spectrum Quarterly. Von ihr stammt die Bezeichnung „Aspie“ für Menschen mit Asperger-Syndrom.

## Werke
- Pretending to be Normal: Living with Asperger’s Syndrome. Jessica Kingsley Publishers, 1999, ISBN 1-85302-749-9
  - Ich bin Autistin – aber ich zeige es nicht. Leben mit dem Asperger-Syndrom. Herder, Freiburg/Basel/Wien 2003, ISBN 3-451-05300-4
- Asperger Syndrome in the Family: Redefining Normal. Jessica Kingsley Publishers, 2001, ISBN 1-85302-873-8
- Adolescents and Asperger Syndrome in the Adolescent Years: Living With the Ups and Downs and Things in Between. Jessica Kingsley Publishers, 2003, ISBN 1-84310-742-2